# Triodontella luluensis
Triodontella luluensis är en skalbaggsart som beskrevs av Louis Burgeon 1947. Triodontella luluensis ingår i släktet Triodontella och familjen Melolonthidae. Inga underarter finns listade i Catalogue of Life.